# Rapa Iti

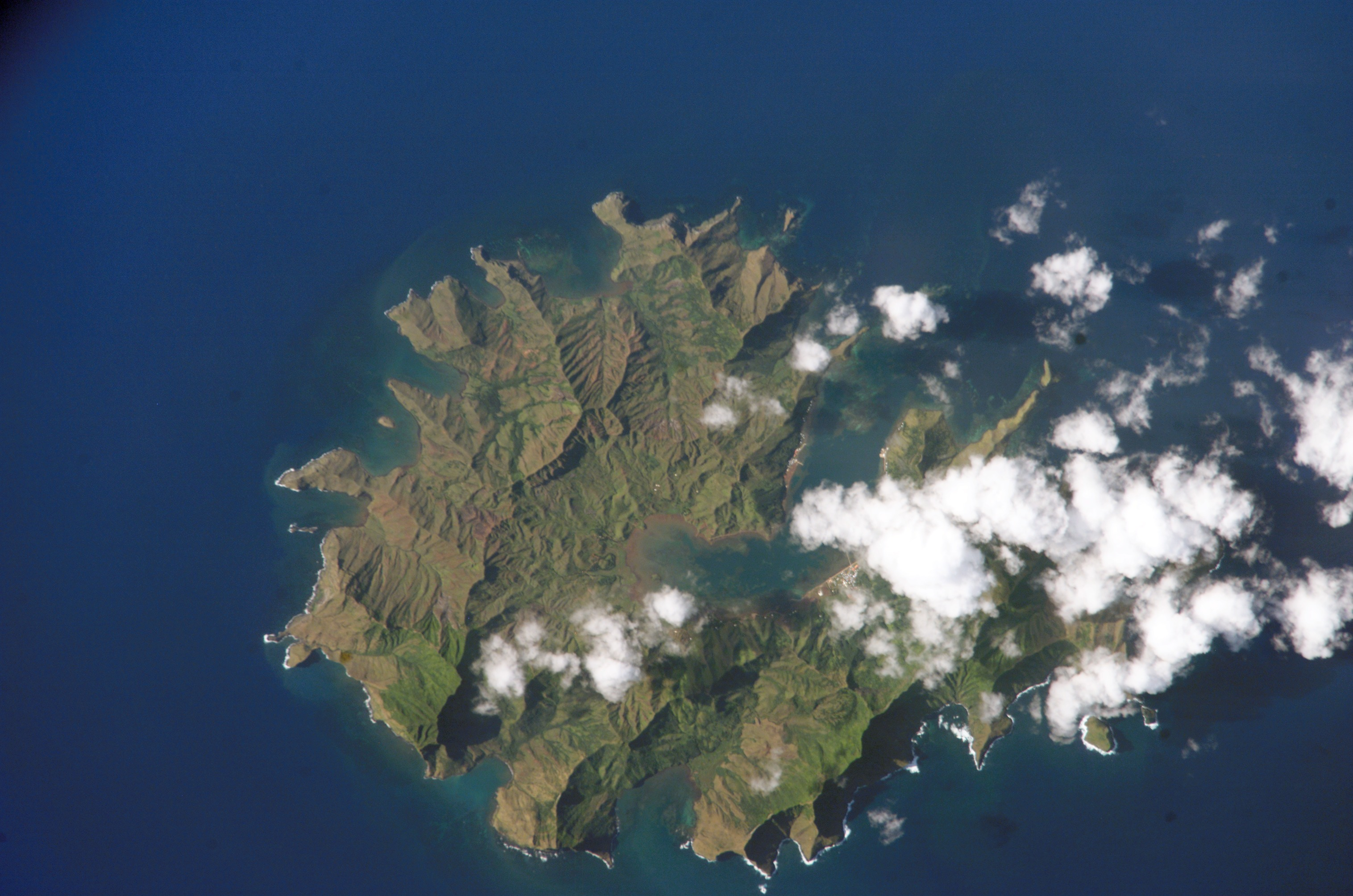
Foto aérea da NASA da ilha de Rapa Iti.

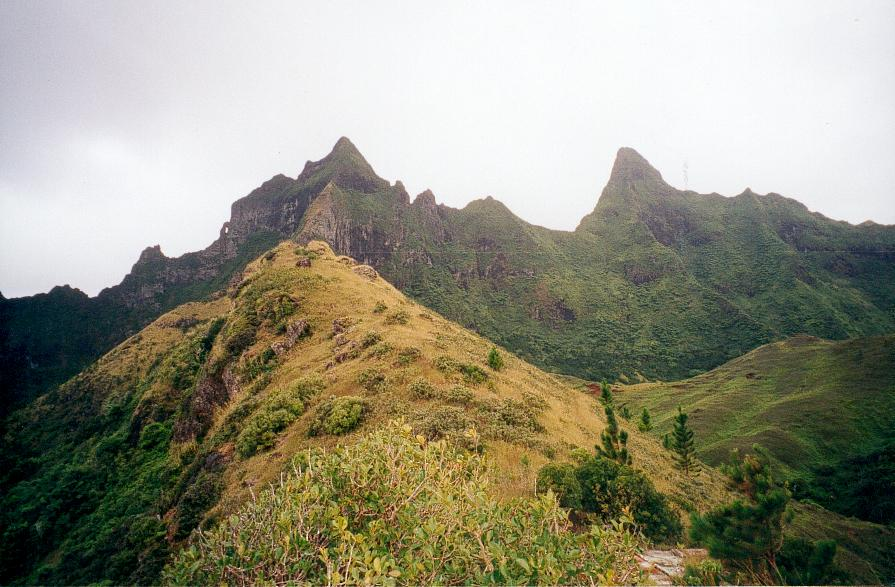
Os montes Tautautu à esquerda e Pukumaru à direita, em Rapa Iti.

Rapa Iti ou Rapa (chamado Rapa Iti - iti=a «pequena» - para distingui-la da Ilha da Páscoa, chamada de Rapa Nui - nui=a «grande»), também chamada de Oparo, nome da sua baía, é uma das ilhas do arquipélago das Austrais, localizada na Polinésia Francesa, com uma área de 40 km². Situada a 1.240 quilómetros a sul do Taiti e a 500 quilómetros a sudeste de Raivavae. Tem uma população de 497 habitantes, segundo o censo de 2002.
Os seus habitantes vivem muito isolados. O que se agrava, com o facto de ser uma zona militar, a qual não se pode aceder sem uma autorização prévia.

## Geografia, fauna e flora
É a comuna mais meridional da Polinésia Francesa.  Estas ilhotas formaram-se através de um antigo vulcão, de 650 metros de altitude no monte Perehau, tendo afundado a parte central, formando uma caldeira aberta ao mar.
O clima temperado não é quente o suficiente para que aí cresçam corais ou coqueiros. Nas zonas montanhosas vivem cabras selvagens, que os habitantes caçam com o método de acurralá-las de tal modo que estas caiam ao mar pelas falésias abaixo.
Nos picos mais altos encontram-se umas antigas ruínas em forma de fortalezas defensivas.

## História cronológica
- 1791 - Descoberta pelo inglês George Vancouver
- Século XIX - Sofreram ataques dos negreiros peruanos
- 1867 - Estabeleceu-se o protectorado francês.
- Em 6 de Março de 1881 foi anexada pela França, ainda que o título de 'ariki, do chefe local, não foi abolido até 1887.

O jornalista Jaume Bartrolí passou longas temporadas na ilha, adoptado por uma família. Descreve a ilha e os seus habitantes no livro De Sibèria ao Tròpic.

## Administração
A comuna de Rapa Iti inclui as ilhotas desabitadas de Marotiri.